# Tiya
Tiya er en by i den centrale del af Etiopien, med ca. 3.400 indbyggere (2005). Byen er kendt for sit fortidsminde, en samling på 36 steler; Fortidsmindet blev verdensarvsområde i 1980.
Stelerne udgør en gravplads, og 32 af de 36 granitsteler har graveringer. Motiverne omfatter blandt andet sværd, og flere figurer og symboler som er vanskeligere at tyde. Stenstøtterne knyttes til en forhistorisk etiopisk kultur som er ikke er ret kendt. Den højeste af støtterne er 3,7 m.

## Eksterne kilder og henvisninger
- Wikimedia Commons har flere filer relateret til Tiya

- greatbuildings.com: en samling bilder